# Provincia de Nueva Andalucía y Urabá
La Provincia de Nueva Andalucía y Urabá (in italiano provincia di Nuova Andalusia e Urabá), o semplicemente provincia di Nuova Andalusia, fu un'entità politica creata nella regione occidentale del Reino de Tierra Firme, oggi parte della Colombia.

## Storia
Nel 1508, la Giunta di Burgos decise di creare i primi due governatorati del Regno di Terraferma nel territorio colombiano attuale: il Governatorato di Urabá, anche chiamato "Nuova Andalusia" (che successivamente si sarebbe frammentato nei governatorati di Santa Marta e Cartagena) affidato ad Alonso de Ojeda, si estendeva dal capo de la Vela fino al golfo di Urabá, e la Castilla de Oro, sotto la guida di Diego de Nicuesa (principalmente ubicata nell'istmo di Panama), andava da Urabá fino al capo Gracias a Dios, e entrambi dipendevano dalla Audiencia Reale di Santo Domingo.
Alonso de Ojeda, il scopritore del capo de la Vela, partì da Santo Domingo con due navi, due bergantini, 300 uomini e 12 giumente gravide alla volta del continente. Tra i suoi compagni c'erano Francisco Pizarro e Juan de la Cosa, quest'ultimo come alguacil maggiore della nuova provincia.
Ojeda ancorò a Codego, dove fu sconfitto dagli indigeni turbacos, mentre Juan de la Cosa morì in uno degli scontri. Nicuesa si diresse in soccorso di Ojeda e insieme sconfissero i turbacos e si trasferirono sull'isola Fuerte, e da lì a Urabá, dove alla fine del 1509 fondarono il primo insediamento spagnolo sul continente chiamato San Sebastián de Urabá, una fortezza primitiva e rustica che però durò solo fino a giugno 1510, quando fu abbandonata dagli spagnoli dopo essere stata attaccata e incendiata dagli indigeni della regione. Ojeda partì quindi verso Santo Domingo, dove perse la vita.
Dopo questo fallimento, questa divisione non durò a lungo. Nel 1513 la corona spagnola soppresse il governatorato di Nuova Andalusia e pose i suoi territori sotto l'amministrazione del governatorato della Castilla de Oro, nominando Pedro Arias Dávila come governatore.